# Tredje verden
Den tredje verden (el. Den 3. Verden) er et begreb, der anvendes til at beskrive de fattige lande i Syd. Begrebet har sit udspring i den vestlige verden under den kolde krig, hvor Den første verden brugtes til at beskrive de vestlige lande, og Den anden verden var benævnelsen for landene i Østblokken. Den tredje verden udgjordes af de lande, der hverken var allierede med Vest eller Øst i den kolde krigs begyndelsesår. Siden murens fald har begreberne den første verden og den anden verden ikke været anvendt i deres oprindelige betydning, men Den tredje verden er stadig en almindelig betegnelse for de fattige lande i Syd.

## Andre forklaringer på begrebet
En alternativ anvendelse af de tre verdener stammer fra Kina. Her opfattede Mao Zedong den første verden som USA og Sovjetunionen, der begge blev opfattet som imperialistiske. Den anden verden udgjordes af de udviklede lande, såsom Japan og Vesteuropa. Disse var ganske vist kapitalistiske, men blev af Mao ikke opfattet som imperialistiske, idet der ikke var tale om supermagter. Endelig var der den tredje verden, de fattige ulande, der blev udnyttet økonomisk af den første verden og den anden verden. Kina opfattede sig selv som en del af denne verden, men med en særlig rolle, idet Kina var det eneste land i den tredje verden, der havde styrken til at kæmpe mod de imperialistiske supermagter.
Indenfor europæisk statskundskab arbejder man med en tredje inddeling, hvor de europæiske lande betragtes som post-moderne stater, idet man i de europæiske lande gerne videregiver suverænitet til internationale organisationer. Dette gælder selvfølgelig EU, men også en større velvilje over for FN-regulering. De europæiske lande betragtes efter dette syn som den første verden. USA, Japan og andre økonomisk stærke stater betragtes som den anden verden og som moderne stater, idet staterne stadig er fokuserede på national suverænitet. Endelig betragtes de fattige lande som enten præ-moderne eller post-koloniale og derfor som den tredje verden.
På trods af den manglende enighed om, hvad der udgør den første verden og den anden verden, er der altså generel enighed om at betegne de fattige lande i Syd som en del af den tredje verden. Der har dog været megen kritik af begrebet, og især mener mange ulandsorganisationer, at begrebet er misvisende.

## Begrebet i dag
I dag bruges begrebet primært som betegnelse for lande, der har en lav score på FN's Human Development Index (HDI), der er et indeks over forskellige parametre, der har betydning for menneskers velfærd. Mange tredjeverdens-lande ligger i Afrika, Asien og Latinamerika. Landene har som oftest været koloniseret af vestlige magter. Langt størstedelen af verdens lande og langt størstedelen af verdens befolkning hører efter denne definition under "den tredje verden".
Indenfor hjælpeorganisationer, såsom Verdensbanken, arbejder man med en yderligere opdeling, hvad man kunne kalde den fjerde verden, de virkelig fattige lande. Disse omtales dog i udviklingssammenhæng oftest som LDC'erne (Least Developed Countries, mindst udviklede lande) eller HIPC'erne (Heavily Indebted Poor Countries, kraftigt gældsatte fattige lande).

## Hjælp til tredje verden
Der er mange forskellige bud på, hvordan man bedst muligt giver hjælp til den tredje verden. Der er forskellige opfattelser af, hvad hjælpen skal medføre, og der er forskellige opfattelser af, hvad problemet for den tredje verden i hovedtræk er. Man taler om forskellige skoler indenfor udviklingsteorien.
De to klassiske teoretiske tilgange til, hvordan man kan hjælpe den tredje verden, moderniseringsteori og afhængighedsteori, er eksempler på de overvejelser, man må gøre sig, når man hjælper den tredje verden. Udviklingsstrategien i de fleste lande bygger i dag på en blanding af de to tilgange, og der er få rendyrkede tilhængere af en af de to teorier. De fleste landes udviklingsstrategi er således en blanding af indsigter fra moderniseringssteori, afhængighedsteori og andre tilgange.

### Moderniseringsteori
Moderniseringsteori omhandler grundlæggende, at den tredje verden er kommet bagud i udviklingen på grund af en række faktorer. Den klassiske moderniseringsteori mente, at den væsentligste faktor var, at der ikke var stort nok overskud i landene til at foretage investeringer. Hvis man fik sikret, at der foregik investeringer i den tredje verden, så ville fattigdomsproblemet løse sig selv. Dette tankesæt lå bag mange tidlige bistandsprojekter, hvor man mente, at investering i infrastruktur og eksempelvis mejerier ville medføre, at de fattige lande efterhånden ville udvikle sig. Tankerne om, hvilke mangler, man skal afhjælpe, har ændret sig, men princippet om, at bistanden til den tredje verden er en "starthjælp" og ikke en permanent overførsel er fælles for alle moderniseringsteorierne. Det gælder altså ifølge moderniseringsteorierne om at finde de faktorer, der udgør problemet i det enkelte land, sætte ind for at hjælpe på disse, og så vil landene gennemgå en hastig udvikling. Moderniseringsteoretikere er generelt tilhængere af, at frihandel er en del af løsningen på problemerne i den tredje verden.
Væsentlige tænkere indenfor moderniseringsteori omfatter Seymour Martin Lipset og Walt Whitman Rostow.

### Afhængighedsteori
Afhængighedsteorier hævder, at multinationale selskaber og organisationer (såsom IMF og Verdensbanken) har bidraget til at gøre tredjeverdens-lande mere afhængige af førsteverdens-lande. Teorien siger, at denne afhængighed er selvopretholdende, da de økonomiske systemer først og fremmest støtter førsteverdens-landene. Organisationer såsom IMF, der har lavet væsentlige ændringer i mange tredjeverdenslande, har skabt økonomier, der er fuldstændig afhængige af samhandel med den vestlige verden, hvilket har medført lave priser på varer, den tredje verden kan producere, og høje priser på varer, den tredje verden er nødt til at importere. Problemet er ifølge afhængighedsteoretikere således ikke internt i de enkelte tredjeverdens-lande, men et strukturelt problem, der involverer hele verden. For afhængighedsteoretikere gælder det altså om at mindske tredjeverdenslandenes afhængighed af den vestlige verden. Dette kan ske ved f.eks. ikke at satse på at producere kaffe, men i stedet bruge jorden til at dyrke fødevarer til landets egen befolkning. Afhængighedsteoretikere er derfor generelt skeptiske overfor frihandel som en del af løsningen på tredjeverdenslandenes problemer, da mange af problemerne ifølge teoretikerne netop er opstået på grund af den tredje verdens tilpasning til frihandelssystemerne.
Væsentlige tænkere indenfor afhængighedsteori omfatter Immanuel Wallerstein og Andre Gunder Frank.